# Berkenkruis

Le Berkenkruis (en français "croix de bouleau") était le nom du journal mensuel publié à Anvers chaque mois par l'organisation Sint-Maartensfonds depuis 1961. Il cessa de paraître lorsque l'organisation fut dissoute le 29 octobre 2006. Ce journal était utilisé pour véhiculer les idées des membres du Sint-Maartensfonds.

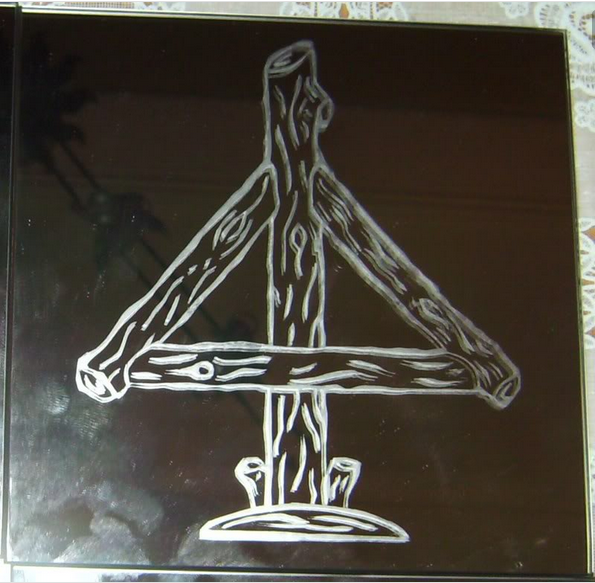
Berkenkruis, symbole du journal mensuel publié par le Sint-Maartensfonds depuis 1961.

## Contexte
En juin 1941 l'Allemagne nazie craint une expansion du communisme et envoie une quantité énorme de soldats sur le front russe, aussi appelé front de l'Est. Pour ce faire, il faut des hommes, et une vaste campagne de propagande est lancée à travers les alliés des Allemands et les pays conquis (dont la Belgique).
L'armée belge a capitulé face à Adolf Hitler et le roi est fait prisonnier. Les Flamands prennent alors leur destin entre leurs mains et on observe alors un grand nombre de ceux-ci vers le front de l'Est. Ces derniers vont former la Légion Flamande, qui intègre certaines formations d'élite des Waffen-SS et doivent donc répondre à des exigences strictes (ils ne peuvent pas avoir de casier judiciaire, doivent être dans une excellente condition physique et doivent être des chrétiens croyants). Ils sont alors formés très durement par les Waffen-SS. Cette Légion Flamande reprend surtout des ouvriers, des paysans et des étudiants, mais presque pas d'universitaires. Ces volontaires apprennent l'Allemand dans les casernes et grâce aux chansons durant les marches forcées, ce qui crée une solidarité forte entre eux. Ils subissent énormément de pertes sur le front de l'Est (près de 2500 soldats, soit un quart des soldats flamands engagés sur ce front). Ils vont alors presque être vus comme des héros par leurs alliés car ils seront restés jusqu'au bout pour défendre le front russe contre l'avancée des Soviétiques de Joseph Staline.
Cette solidarité née entre eux durant leurs années de guerre poussera certains ex-combattants du front de l'Est à créer une association sans but lucratif qui aura pour objectif d'aider les anciens combattants du front de l'Est dans le besoin. Cette association se nomme le Sint-Maartensfonds (SMF). Cette organisation fait partie du Vlaams Verbond van Oud-Oostfrontstrijders (VVOOS) qui regroupe de multiples associations de la région de Gand.

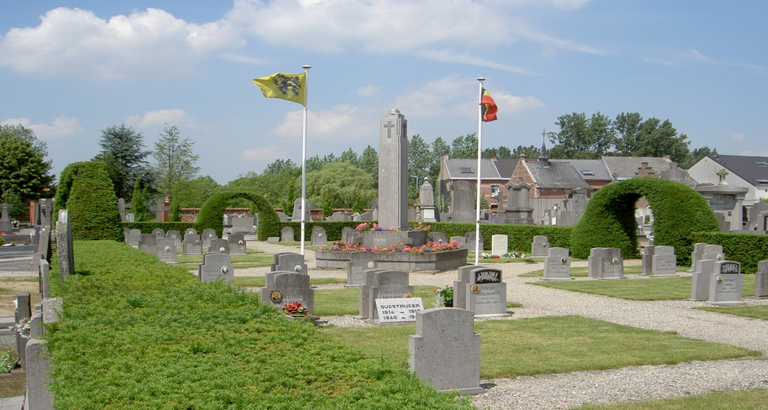
Erepark, mémorial en l'honneur des soldats flamands ayant combattu sur le front de l'Est.

Le Sint-Maartensfonds entretiendra un parc nommé Erepark, mémorial en l'honneur des soldats flamands morts sur le front russe. Sur les tombes de ces soldats seront posées des "Berkenkruis", littéralement "croix de bouleau", symbole qui indique que le défunt a combattu sur le front de l'Est.

## Histoire
En 1951 le VVOOS crée le journal mensuel "Periodiek Contact" dont le but est une intégration dans le mouvement flamand et un engagement social pour les veuves, les veufs, les invalides, les prisonniers et les disparus. Un département de ventes est créé dans chaque région belge afin de maximiser la distribution du journal. À cause des transports difficiles et de la distance les séparant, chaque département va devenir de plus en plus autonome mais restera dirigé par le VVOOS. Chaque département prendra alors un nom et celui d'Anvers deviendra le Sint-Maartensfonds.
En 1954 le VVOOS est dissout par les autorités belges. À la suite de cette dissolution, le Periodiek Contact cessera de paraître. Les différents départements deviennent alors complètement autonomes.
En mars 1955 le Sint-Jorishulp, le département bruxellois de l'ancien VVOOS reprend la publication d'un journal mensuel, appelé cette fois le « Periodiek Kontakt ». Il sera publié par le Sint-Jorishulp jusqu'en juin 1956.
À partir de 1956 ce journal cessera d'être publié par le département bruxellois et sera repris par le Sint-Maartensfonds, le département anversois. Il continuera à paraître jusqu'en 1960. Après sa disparition, lui succédera le Berkenkruis, un journal mensuel comme ses prédécesseurs qui paraîtra jusqu'en 2006, date de la désintégration du Sint-Maartensfonds due au manque de membres, et à l'âge avancé des membres fondateurs.
Entre 1969 et 1971, un autre journal mensuel, le Oostfronter, paraît en parallèle. Il est publié par deux membres du SMF : Roger Coens et Piet Peeters.
Le Berkenkruis aura gardé le même comité durant la quasi-totalité de son existence et dont les principaux membres étaient Leon Molenaar, Daisy Carpels, Herman De Meyer, Urbain Gauweloos, Joris Lybaert, Toon Pauli et Toon Van Dijck,,.

## Objectifs
Le Berkenkruis a comme premier but de répandre par écrit les idées du Sint-Maartensfonds, qui sont principalement la commémoration des soldats flamands morts au front de l'Est, mais aussi leur attachement au Mouvement flamand ainsi que leur soutien à la Volksunie.
À partir de 1972 apparaissent dans le Berkenkruis des articles traitant de la théorie raciale du Sint-Maartensfonds, liée au racisme national socialiste, ou nazisme. Ils veulent protéger l'Europe du communisme.
Le SMF voulait aussi l'indépendance de la Flandre, et faisait ainsi passer ses idées dans son journal mensuel.
Leur dernier objectif est de retrouver les disparus du front de l'Est.